# Sipalolasma ellioti
Sipalolasma ellioti is een spinnensoort uit de familie Barychelidae. De soort komt voor in Sri Lanka.